# 케리 그린

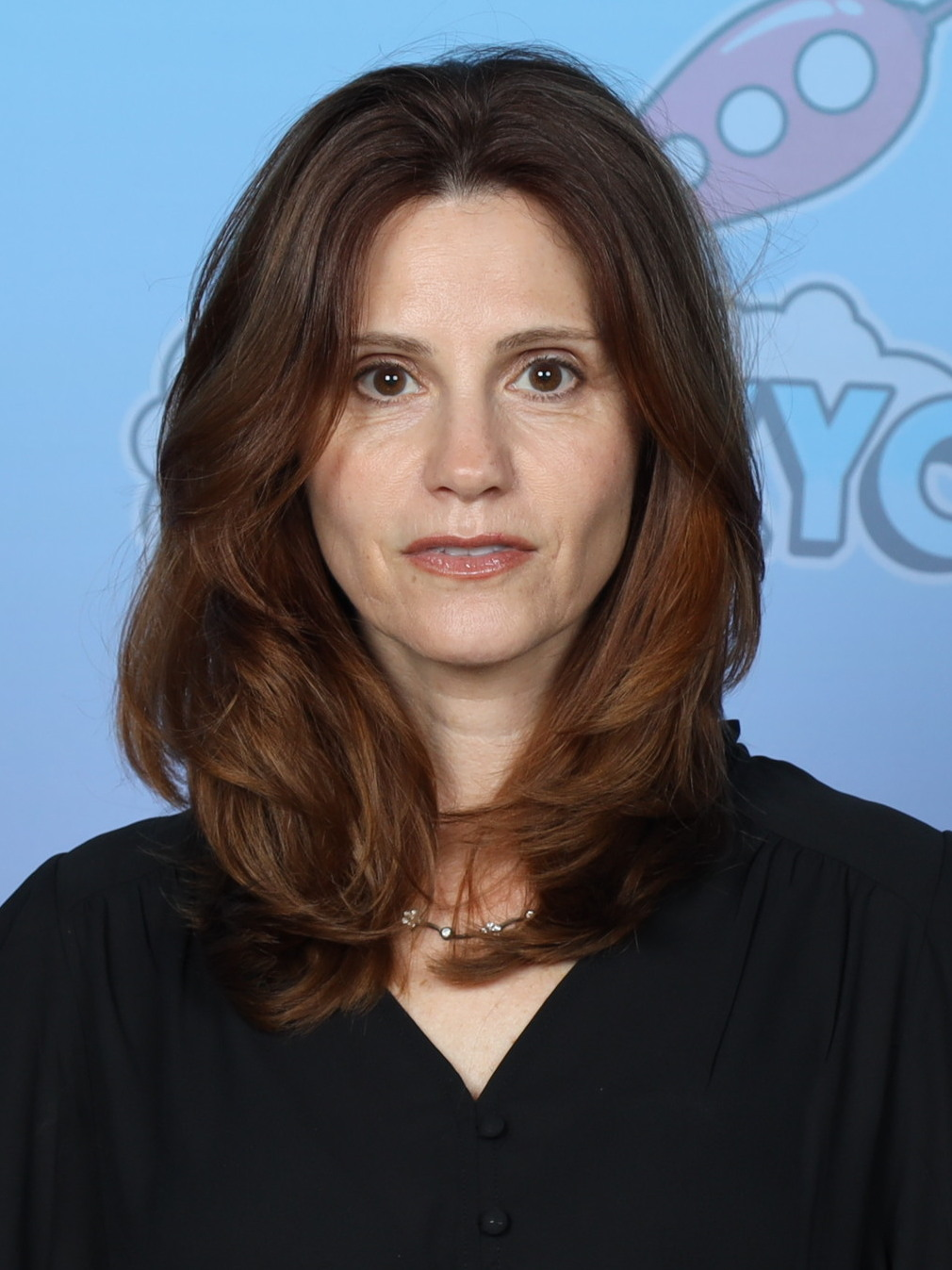

케리 그린(Kerri Green, 1967년 1월 14일 ~ )은 미국의 배우이다.
포트리에서 태어났다.

## 영화
- Complacent (2012)
- 저주의 혈통 (1993년)
- 블루 프레임 (1993년)
- 시지프스의 비밀 (1992년)
- 쓰리 포 더 로드 (1987년)
- 루카스 (1986년) - 매기 역
- 환상의 휴가 (1985년)
- 구니스 (1985년) - 앤디 역